# 木關壩觀音岩石窟
木關壩觀音岩石窟位於四川省巴中市通江縣，文物遺址年代判定為元。2012年7月16日公佈為第八批四川省文物保護單位。
木關壩觀音岩石窟位於四川省巴中市通江縣朱元鄉木關壩村三組，坐東南向西北，分佈於中〈和〉竹（峪〉公路旁紅砂岩崖壁上，分佈面積16.14平方米。並列龕窟2個，造像5尊，碑刻2通。從左至右，龕據均浮雕內細外粗兩層卷草紋。1號龕為馬蹄形龕，龕外左側上都雕一瓶插花卉，上立一神鳥。高l.7米，寬1.13米，深0.45米。盤內造像2尊，由一觀音一童子組合，觀音束髮高髻，頭戴卷草高花冠，面型長方，胸飾瓔珞，內穿僧祇支，外穿雙領下垂式寬袖僧衣，結跏趺坐于方座上。觀音高1.23米，肩寬0.57米，座高0.43米。童子較矮小，高0.63米，光頭，頭後吊帶高高揚起，裸上身，戴臂釧、腕釧，雙手於胸前捧一物，下著短裙，串帶於頭後高高揚起繞肩飄卷於體側，赤足立于龕口右側祥雲座上。2號龕為單層方形龕，粗卷草紋兩端披垂至龕兩側，高2.13米，寬1.81米，深0.55米。龕內造像3尊，由一佛二弟子組合，佛頭飾高螺髻，面型方圓，大耳垂肩，內著僧祇支，外穿袒右式僧衣，雙手于臍前施禪定印，結跏趺坐於仰蓮臺上，佛高1.68米，肩寬0.78米，座高0.47米。二弟子較矮小，高0.67-0.7米，裸上身，戴臂釧、腕釧，雙手於胸前捧一物，赤足立于龕口左右兩側祥雲座上。碑刻位於龕窟下部，均為圓首，風化剝蝕嚴重，字跡不清。均高2.04米，寬1.21-1.5米。木關壩觀音岩石窟雕刻精美，具有宋代遺風，有較高的研究價值。1994年，木關壩觀音岩石窟被通江縣人民政府公佈為縣級文物保護單位。